# 4.ª División de Caballería
La 4.ª División de Caballería (DC 4) fue una división de caballería a caballo del Ejército Argentino creada en 1944 con asiento de paz en Curuzú Cuatiá y con dependencia del Cuerpo de Caballería. Una división disuelta en la reorganización de 1964.

## Historia
Por resolución del 16 de agosto de 1944, la superioridad resolvió crear una división de caballería a caballo. Así erigió la División de Caballería 4 creada con asiento en Curuzú Cuatiá. Quedó formada por dos brigadas y cinco regimientos (RC7, RC9, RC11 y RC12). Fue su primer comandante el general de división Moisés Rodrigo.
Hacia 1958 estaba bajo dependencia del Primer Ejército, aunque mantenía una dependencia funcional del Cuerpo de Caballería. La reorganización aprobada en 1964 resolvió transformar la caballería eliminando las divisiones. Así la División de Caballería 4 quedó disuelta.

## Organización
- 4.ª División de Caballería (1944), Curuzú Cuatiá
  - Regimiento 7 de Caballería, Chajarí
  - Regimiento 11 de Caballería, Villa Federal
  - Regimiento 9 de Caballería, Curuzú Cuatiá
  - Regimiento 12 de Caballería, Santo Tomé, provincia de Corrientes
  - 4.º Grupo de Artillería a Caballo, Mercedes, provincia de Corrientes

## Asientos
- Curuzú Cuatiá  (1944-1964)